# Ma'ale Shomron

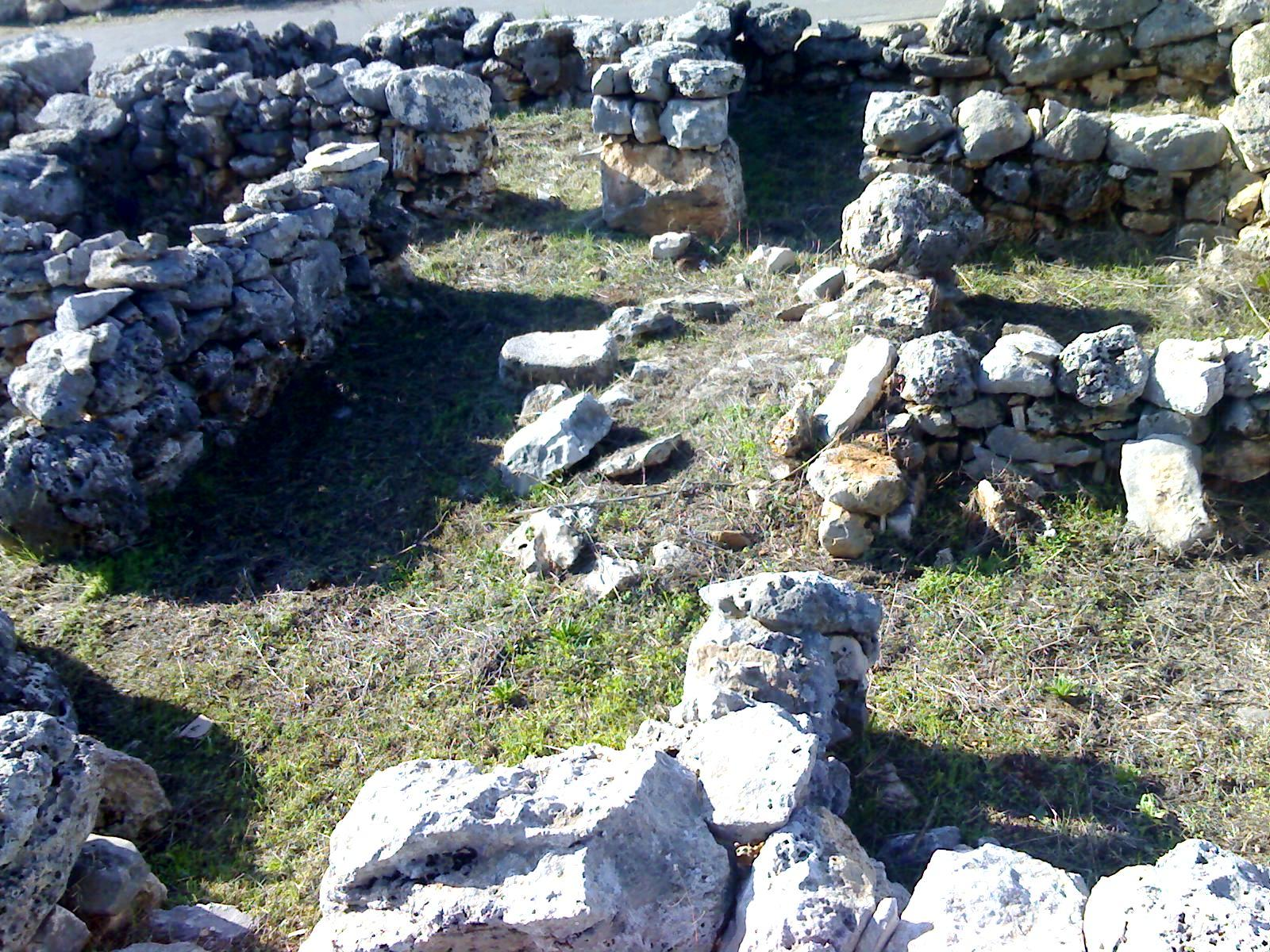
Från utgrävningen

Ma'ale Shomron (hebreiska: מַעֲלֵה שׁוֹמְרוֹן) är en israelisk bosättning i nordvästra Västbanken i Palestina. Den ligger på ungefär 300 meters höjd över havet och hade 996 invånare 2019.
En känd invånare i bosättningen är Dani Dayan, som 2021 tillträdde som arbetande styrelseordförande för Yad Vashem och som ären tidigare ordförande för bosättningsrörelsens centralorganisation Yesha Council.

## Historik
Bosättningen grundades i februari 1980 av en grupp bestående av ortodoxa och sekulära israeler från Betar-rörelsen och Herut-partiet. Den ligger nära den större bosättningen Karnei Shomron. Enligt Applied Research Institute–Jerusalem konfiskerade Israel land från flera palestinska byar för att kunna anlägga Ma'ale Shomron, inklusive 268 dunum mark från Azzun, 69 dunam från Deir Istiya och 367 dunum mark från Kafr Thulth.
Det internationella samfundet anser att de israeliska bosättningarna på Västbanken är illegala enligt internationell lag, något som den israeliska regeringen avvisar.

## Arkeologi
I området för bosättningen finns den arkeologiska fyndplatsen Khirbet Jamma'in, där en gammal israelitisk by från järnåldern upptäcktes 1976. En skyndsam utgrävning företogs 1979 omedelbart före etableringen av bosättningen, vilken visade spår efter ett antal anläggningar, bland annat ett hus med fyra rum, en olivpress, en vindruvepress, en vattenbrunn, ett stenbrott och terrasseringar. Utgrävningarna tyder på att byn hade mellan 600 och 800 invånare och att den hade övergivits under 700-talet före Krstus.